# Baufer-Ford

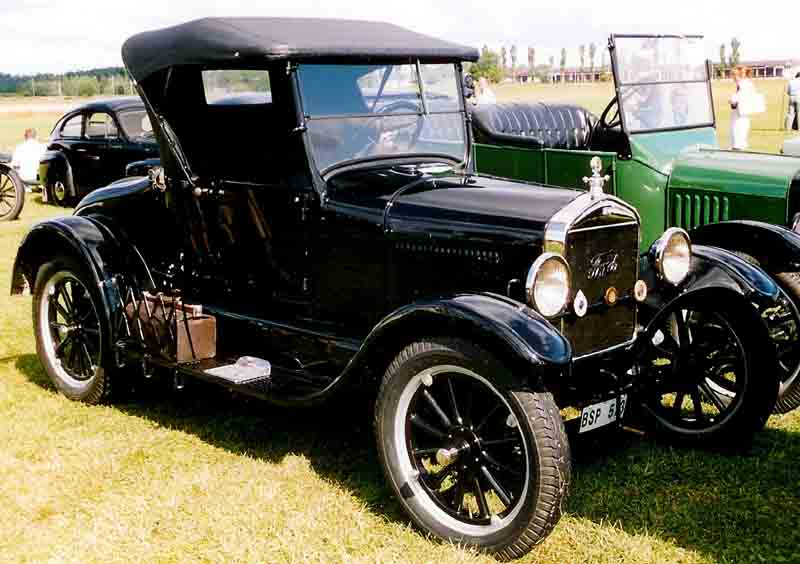
Ford T, modelo del cual fue tomado el chasis del Steven-Ford.

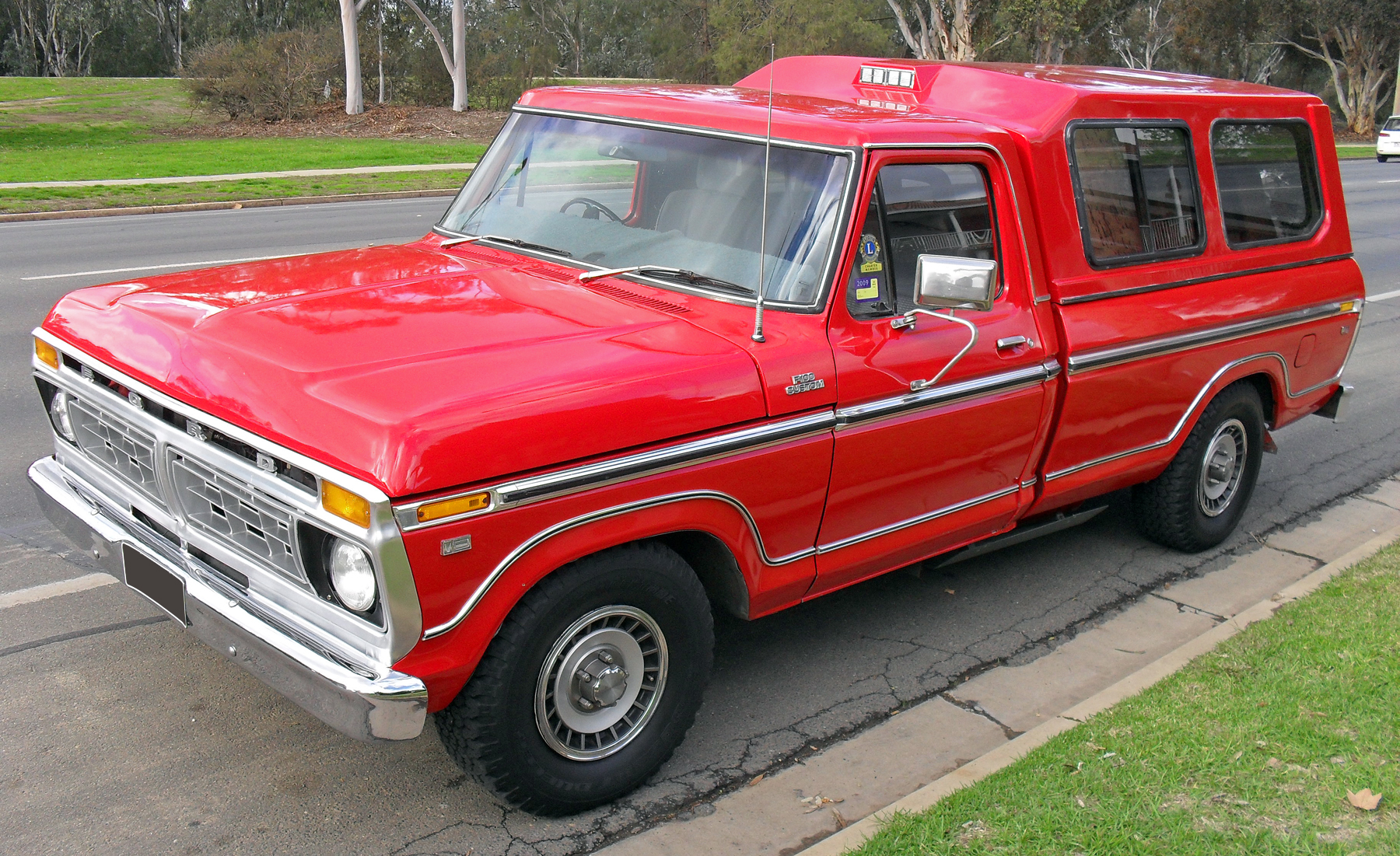
Ford F-100, modelo del cual fue tomado el motor del Steven-Ford.

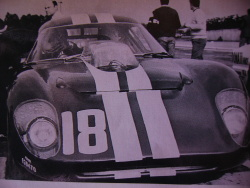
Vista frontal del Steven-Ford

El Baufer-Ford o Steven-Ford fue un prototipo de carreras diseñado y fabricado en Argentina por la desaparecida carrocera Baufer, y atendido por el preparador Horacio Steven para competir en el Turismo Carretera. Este prototipo, fue creado a pedido del equipo oficial de Ford Motor Argentina, para hacer frente a los IKA-Renault Torino, que el exitoso preparador Oreste Berta había presentado en 1966, haciendo debutar al equipo oficial IKA. El objetivo de Ford fue el de dar lucha y caza a estos coches preparados en Alta Gracia, con el fin de recuperar el liderazgo perdido en 1966. Con el cambio reglamentario de 1967, el cual permitía la creación de prototipos de carreras a gusto y conveniencia de los preparadores, el prototipo ideado contó con motores V8 de las camionetas Ford F-100 y fue montado sobre el chasis de un Ford T. Este coche, indistintamente era conocido como Baufer-Ford por su carrocera creadora, o como Steven-Ford, por su preparador.
Si bien se había conseguido crear un coche altamente competitivo a primera vista, los resultados fueron brutalmente negativos, ya que los coches que habían sido preparados fueron protagonistas de terribles accidentes, siendo el último de ellos en el que falleciera el piloto Oscar Cabalén. Estos resultados hicieron que Ford le retire el apoyo oficial a Steven y que este se viera obligado a abandonar la categoría.
Paradójicamente, un año después, Carlos Pairetti decidió contratar nuevamente a Steven para rediseñar este prototipo, pero en este caso, dotándolo de un impulsor Chevrolet 250, dando origen al Trueno Naranja, que se alzara con el título de 1968.

## Historia
En 1967, la CDA del Automóvil Club Argentino decidió cambiar el reglamento del Turismo Carretera en lo que refería a los automóviles. El nuevo reglamento estipulaba que se le estaba permitido a los preparadores de coches, la creación de prototipos de carreras a gusto y conveniencia.
IKA, el nuevo equipo oficial que se había presentado en 1966 con la atención de Oreste Berta, siguió con el desarrollo de los IKA Torino. En esta oportunidad, IKA decidió probar sobre su coche insignia una serie de reformas amparadas en el nuevo reglamento, que más tarde le diera origen a los prototipos conocidos como Liebre-Torino.
Chrysler no había presentado grandes cambios, sin embargo el nuevo reglamento le permitió a Luis Rubén Di Palma la preparación de su cupé Chevrolet con un motor de Valiant IV. Carlos Pairetti recurrió a la carrocería de una cupé Chrysler, a la cual equipó con un motor Chevrolet. Fue la génesis de la famosa Barracuda-Chevrolet.
Chevrolet por su parte contaba entre sus huestes con el Chevitú, modelo que bajo la dirección de José Froilán González, fue creado sobre un Chevrolet Nova II coupé y con el motor de un Chevrolet 400 para el equipo oficial. También, los hermanos Bellavigna que se habían desvinculado del equipo oficial, tuvieron a su cargo, el desarrollo de un modelo basado sobre un Kaiser Bergantín y con motor Chevrolet. Este coche fue una realización del chasista Jorge Parodi, y recibió el nombre de La Garrafa, por su color y su auspiciante (AgipGas). También, Félix Peduzzi preparaba un coche bastante inusual y antiguo para la época: Una antiquísima cupé Chevrolet '30 a la equipó con un motor 250 de la misma marca. Por su característica forma, el coche recibió el apodo de "El Cuadrado".
A todo esto, Ford continuaba confiando en sus viejos estandartes, entre ellos la Galera de los Hermanos Emiliozzi y El Tractor de Eduardo Casá, subcampeón del año anterior. También, el equipo oficial contaba con el desarrollo de los Falcon F-100, con Oscar Cabalén a la cabeza, quién luego de haber obtenido una victoria, se presentó a correr más tarde con un Ford Mustang con motor F-100. Sin embargo, la necesidad de renovarse se hizo ver en las huestes Ford. Fue así que para poder lograr su objetivo y detener el avance de IKA (el rival de turno), Ford decidió contratar a un antiguo ingeniero que había trabajado para IKA y que conocía muy bien el ambiente del rival: Horacio Steven.
Steven se encontraba sin trabajo luego del retiro de apoyo que le hiciera IKA, para dar lugar a Oreste Berta. Al irse de ahí, fue contratado por Ford para el desarrollo de un nuevo prototipo creado por la empresa Baufer. En su intento de reverdecer laureles, la idea de Ford fue la de crear un vehículo altamente competitivo. Para ello, Baufer basó su proyecto sobre el chasis de un Ford T, incorporándole un motor V8 de las camionetas Ford F-100. Para este proyecto, Steven contó con el apoyo oficial de Ford, y para tripular sus nuevas máquinas los elegidos fueron Atilio Viale del Carril, que en 1965 estrenó un Ford Falcon con el apoyo oficial, y Oscar Cabalén, que venía haciendo su campaña en 1967 a bordo del Ford Mustang con motor F-100 del equipo oficial.
Estos autos fueron desarrollados según el nuevo reglamento del año 1967. Para su desarrollo se montó la estructura sobre el chasis de un Ford T, el cual fue reforzado para poder soportar las exigencias que le infligía la enorme potencia y peso de los motores V8 de 292 pulgadas cúbicas con los que fue equipado. El diseño de la carrocería, implicó algunos errores y aciertos. Por un lado, la concepción aerodinámica con la que fue diseñado era muy revolucionaria, mostrando un diseño innovador con líneas curvas que predominaban en el techo y la trompa, dando un aspecto de ser un verdadero rival temible para todos.
Sin embargo, este coche tenía sus contras, ya que para hacerlo más liviano, con el fin de alcanzar mayores velocidades, su trompa y su parte trasera estaban hechas de un polímero altamente inflamable, lo cual ante un menor accidente con fuego incluido, el coche se consumiría en cuestión de segundos. Además, los tanques de nafta del automóvil se ubicaban a ambos lados de las puertas.
La presentación de estos fue muy prometedora, presentándose en el Autódromo de Buenos Aires el 16 de julio de 1967 con una victoria en su serie. Las restantes series fueron ganadas por Andrea Vianini (a bordo de La Garrafa) y por Jorge Cupeiro con el Chevitú.

### Competencias

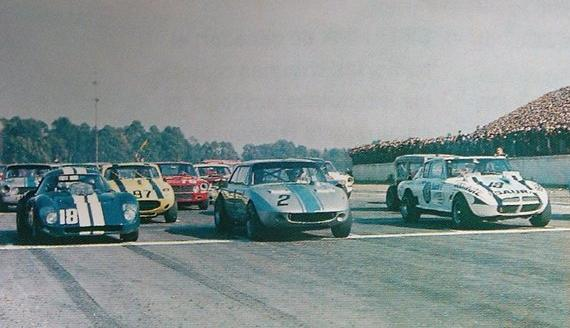
Largada de TC en Bs.As. Se puede ver al Steven-Ford a la izquierda de la foto.

En esta carrera, el Baufer-Ford largaba en la punta junto a otros pilotos, entre ellos Andrea Vianini que se adjudicara la pole position. La carrera dio inicio, cuando el coche de Julio Devoto quedó parado en la largada con problemas de transmisión, sin poder removerlo del camino. El accionar de los banderilleros en la primera vuelta, hizo que Atilio Viale del Carril, quien había tomado ventaja, se estacionara en la largada para esperar al resto, luego llegaronn Copello y Vianini, por lo que comenzaron a aminorar la marcha. Sin embargo, otros pilotos que venían de atrás (entre ellos Carlos Marincovich, no pudo hacerlo y embistió a los automóvil. En el incidente, el coche de Viale del Carril fue chocado y su acompañante sufrió la rotura del brazo.
Luego de ese accidente, el TC volvió al Autódromo de Buenos Aires un mes después. Viale del Carril había cambiado de acompañante. En desarrollo de la tercera serie, el automóvil de Viale se despista en un curvón contra un alambrado, clavándose de punta en la tierra y dando una serie de tumbos, tras lo cual explotó el tanque de combustible y el automóvil quedó envuelto en llamas. Viale consiguió salirse del automóvil con la ropa aún quemándole las piernas. El piloto requirió una larga internación y numerosas operaciones quirúrgicas para recuperarse. Su acompañante, José "Pepito" Giménez, fue rescatado del vehículo, pero murió al día siguiente en el hospital. Los buzos antiflama que debían usar estaban retenidos en la aduana y no habían podido retirarlos.

### Accidente fatal de Cabalén
Poco después, vendría la vuelta de San Nicolás. Oscar Cabalén iba a ser el encargado de correr con el Baufer-Ford. Para esa ocasión, Cabalén decidió probar el auto en ruta abierta. Mientras probaban el auto, el acompañante de Cabalén le presenta un amigo al piloto y lo invita a dar una vuelta en el Baufer. En una curva e intentado superar a un camión, el prototipo pisó la banquina, se trabó en la tierra y comenzó a dar tumbos para también prenderse fuego. Tanto Cabalén como su ocasional acompañante de nombre Guillermo Arnaiz fallecieron.
Con estos accidentes, Ford decidió retirar momentáneamente su apoyo oficial del Turismo Carretera y también romper las relaciones con Horacio Steven, dejando el honor de la marca en aquellos pilotos que corrían con Ford Falcon.

## Trueno Naranja

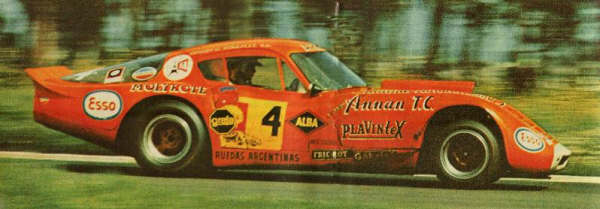
Vista lateral del Trueno Naranja.

Paradójicamente en 1968, Carlos Pairetti, piloto de Chevrolet por casi 12 años, conoció la noticia de que Steven conservaba el prototipo fallido, por lo que decidió adquirirlo y sobre su base desarrollar un nuevo vehículo, al cual reconvertiría motorizándolo con un motor Chevrolet de 250 pulgadas cúbicas y practicándole diferentes reformas respecto del coche original, en aspectos referidos a la seguridad, como la reubicación de su tanque de combustible en la parte trasera y el recambio de la cola de polímero del coche por una de metal. Estos recambio finalmente resultarían exitosos, logrando Pairetti ganar varias competencias en 1968, lo que finalmente terminaría dándole el título de campeón del Turismo Carretera en ese año.